# 辽东小叶杨
辽东小叶杨（学名：Populus simonii var. liaotungensis）为杨柳科杨属下的一个变种。

## 扩展阅读
- 維基物種上的相關：辽东小叶杨